# 備中石
備中石（びっちゅうせき、 Bicchulite）は、1973年に発表された日本産新鉱物で、岡山大学の鉱物学者逸見千代子などにより、岡山県の旧備中町（現高梁市）布賀と北アイルランドから発見された。 化学組成はCa2Al2SiO6(OH)2で、等軸晶系。ゲーレン石(Gehlenite) の加水分解物に相当する。日本での産出地の町名（及び古い地方名）から命名された。
日本と北アイルランドによる本鉱の申請はわずか数日の差でなされたため、国際鉱物学連合の新鉱物・鉱物名委員会のマイケル・フライシャー委員長の提案により、最終的に合同チームとして新種記載された。発見者の逸見千代子は、本鉱物研究の業績により櫻井記念会から櫻井賞を受賞した。
ゲーレン石の分解生成物として常に存在し、多くの場合ベスブ石などを伴う。このため、結晶構造は合成品により決定された。浜根大輔は、高温下で形成されるゲーレン石とオケルマン石の固溶体（黄長石）が温度低下と共にゲーレン石とオケルマン石に離溶し、含まれていた水と反応してオケルマン石がベスブ石に、ゲーレン石が備中石になったと推測している。
1981年には備中石の同質異像として釜石石が記載されたが、鉱物種についてのガイドラインの変更に伴って今日では独立鉱物としては疑問視されている。